# 李烈荣
李烈荣（1942年—），汉族，中华人民共和国政治人物、第十一届全国政协委员。
加入中国共产党，担任中国三峡库区地质灾害防治工作领导小组办公室主任。2008年，当选第十一届全国政协委员，代表科学技术界，分入第三十一组。并担任人口资源环境委员会专委。